# Maiden England
Maiden England är en live release av det brittiska heavy metal bandet Iron Maiden släppt först som video den 8 november 1989, Maiden England (livevideo), och sedan i begränsad upplaga i form av en CD/Video box den 8 augusti 1994
. På CD:n utelämnades av utrymmesskäl två låtar, "Can I Play With Madness?" och "Hallowed Be Thy Name". Materialet är inspelat den 27, 28 november 1988 under spelningarna i National Exhibition Centre (NEC), Birmingham, England i sluttampen av bandets Seventh Tour of a Seventh Tour. Maiden England återutgavs på CD, LP och DVD 2013 med samtliga låtar.

## Låtlista Video
1. Moonchild (Smith, Dickinson)
2. The Evil That Men Do (Smith, Dickinson, Harris)
3. The Prisoner (Harris, Smith)
4. Still Life (Murray, Harris)
5. Die With Your Boots On (Smith, Dickinson, Harris)
6. Infinite Dreams (Harris)
7. Killers (Harris, Di'Anno)
8. Can I Play With Madness?  (Smith, Dickinson, Harris)
9. Heaven Can Wait (Harris)
10. Wasted Years (Smith)
11. The Clairvoyant (Harris)
12. Seventh Son of a Seventh Son (Harris)
13. The Number of the Beast (Harris)
14. Hallowed Be Thy Name  (Harris)
15. Iron Maiden (Harris)

## Låtlista CD
1. Moonchild (Smith, Dickinson)
2. The Evil That Men Do (Smith, Dickinson, Harris)
3. The Prisoner (Harris, Smith)
4. Still Life (Murray, Harris)
5. Die With Your Boots On (Smith, Dickinson, Harris)
6. Infinite Dreams (Harris)
7. Killers (Harris, Di'Anno)
8. Heaven Can Wait (Harris)
9. Wasted Years (Smith)
10. The Clairvoyant (Harris)
11. Seventh Son of a Seventh Son (Harris)
12. The Number of the Beast (Harris)
13. Iron Maiden (Harris)

## Banduppsättning
- Adrian Smith - gitarr
- Nicko McBrain - trummor
- Bruce Dickinson sång
- Steve Harris - bas
- Dave Murray - gitarr